# Cheste
Cheste (Valencianisch: Xest) ist eine Gemeinde in der spanischen Provinz Valencia. Sie befindet sich in der Comarca Hoya de Buñol. 

## Geografie
Das Gemeindegebiet von Cheste grenzt an das der folgenden Gemeinden: Chiva, Gestalgar, Bugarra, Pedralba, Vilamarxant, Riba-roja de Túria, und Loriguilla, die alle in der Provinz Valencia liegen.

## Geschichte
Der Hort von Cheste, ein Cache mit Goldschmuck und Silbermünzen, wurde 1864 in der Ortschaft La Safa entdeckt. Das Vorhandensein von karthagischen Münzen, die von den Barciden ausgegeben wurden, zusammen mit einem frühen römischen Denar, lässt vermuten, dass der Hort aus der Zeit des Zweiten Punischen Krieges stammt.

## Demografie
| 1857 | 1900 | 1930 | 1950 | 1970 | 1981 | 1991 | 2001 | 2019 |
| ---- | ---- | ---- | ---- | ---- | ---- | ---- | ---- | ---- |
| 4732 | 6039 | 5101 | 5210 | 5966 | 7424 | 6726 | 7027 | 8494 |

## Wirtschaft
Die Wirtschaft basiert traditionell auf der Landwirtschaft. Traditionell wurden vor allem Trockenfrüchte (Weinreben, Johannisbrotbäume, Olivenhaine) angebaut, obwohl in den letzten Jahren mit der Einführung der Tröpfchenbewässerung trockene Flächen in bewässertes Land umgewandelt wurden. Die Stadt hat eine der ältesten Kooperativen Spaniens, Cheste Agraria, die Weine herstellt. Die bewässerten Flächen werden hauptsächlich für den Anbau von Zitrusfrüchten verwendet.

## Persönlichkeiten
- Carlos Corberán (* 1983), Fußballtrainer